# Ferganasaurus verzilini
Il ferganasauro (Ferganasaurus verzilini) è un grande dinosauro sauropode vissuto nel Giurassico medio in un territorio corrispondente all'attuale Kirghizistan.

## Ritrovamenti
I resti di questo dinosauro sono stati scoperti nel 1966 nella Valle di Fergana (tra Kirghizistan e Uzbekistan) da Nikita Verzilin, un componente della famosa spedizione capitanata da Rozhdestvensky nell'Asia centrale. Tre anni dopo, lo stesso Rozhdestvensky parlò del "sauropode di Fergan" in un libro divulgativo, e lo soprannominò "Ferganasaurus". Fu solo nel 2003, però, che Vladimir Alifanov e Alexander Averianov descrissero il materiale, denominandolo Ferganasaurus verzilini in onore del suo scopritore. La descrizione del ritrovamento, comunque, è ancora lungi dall'essere completa.

## L'antenato di tutti i sauropodi evoluti?
Il ferganasauro è noto attraverso uno scheletro incompleto proveniente dal Giurassico medio (Calloviano) della formazione di Balabansai in Kirghizistan. Le ossa scoperte includono due vertebre dorsali, sedici vertebre caudali, la pelvi e ossa delle cosce. Altri resti, come le ossa della mano, sono andati perduti e di essi rimangono solo i disegni fatti negli anni sessanta. Un dente a forma di spatola potrebbe essere riferito all'animale. L'esemplare completo doveva essere lungo circa sedici metri.
Da quello che pare di capire, il ferganasauro sembrerebbe far parte di un gruppo di sauropodi piuttosto primitivi che tuttavia ha dato origine a tutti i sauropodi evoluti, compresi i grandi gruppi dei diplodocoidi e dei macronaria. Ferganasaurus è molto importante, in sostanza, perché potrebbe essere vicino al diretto antenato di uno di questi gruppi, e sicuramente è uno dei più antichi neosauropodi, anche se mantiene alcune caratteristiche primitive.

## Una mano con due unghioni
È interessante notare che, dai disegni della "mano" andata perduta, Ferganasaurus sembrerebbe possedere una caratteristica insolita: anziché possedere un artiglio sporgente, come quasi tutti i sauropodi, questo animale era armato con ben due "speroni". Un animale simile a Ferganasaurus è Jobaria del Giurassico medio africano, inizialmente ritenuto una forma relitta del Cretaceo.